# Mala Pristava, Šmarje pri Jelšah
Mala Pristava je naselje v Občini Šmarje pri Jelšah.